# Organizzazione dei Marxisti-Leninisti di Grecia
L'Organizzazione dei Marxisti-Leninisti di Grecia fu la prima organizzazione maoista greca.

## Storia
L'OMLG si scisse dal Partito Comunista di Grecia nel 1964; mentre quest'ultimo sosteneva l'Unione Sovietica nella cosiddetta crisi sino-sovietica, i maoisti erano dalla parte della Cina e consideravano il PCG un partito revisionista. L'Organizzazione pubblicava un giornale chiamato Rinascita (Αναγέννηση - Anagenisi).
A seguito della morte di Mao Tse-tung nel 1976, un dibattito sulla validità della teoria dei tre mondi maoista portò ad un'acuta crisi all'interno dell'OMLG, che lo portò a scindersi fra due partiti: il Partito Comunista di Grecia (marxista-leninista) (KKE (ml)) e il Partito Comunista Marxista-Leninista di Grecia (ML KKE).